# جنگ در بهشت

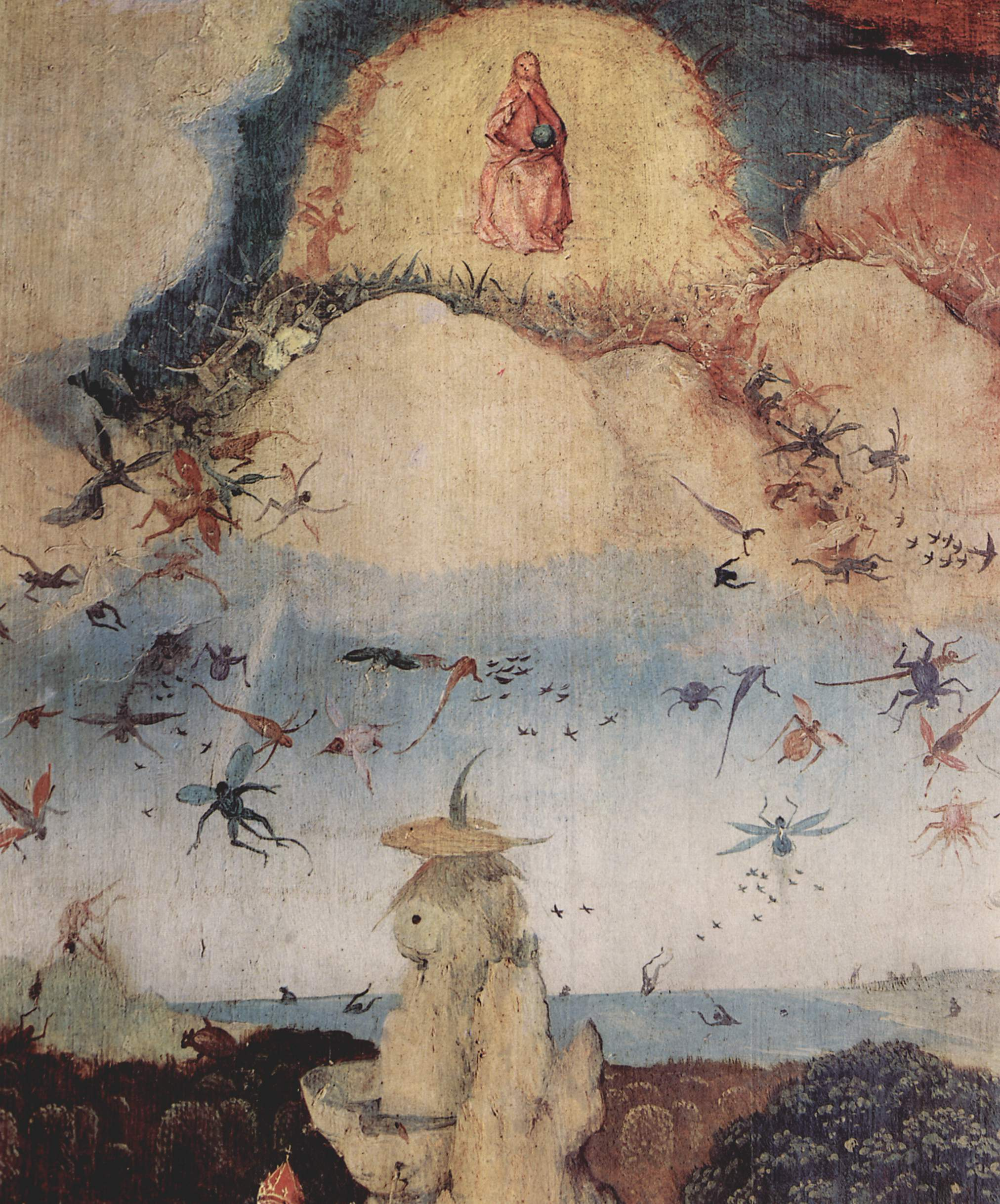
سقوط فرشتگان شورشی؛ پنل راست آن از نقاشی سه‌قابی هایوین از هیرونیموس بوش در قرن ۱۵۰۰ است

طبق مکاشفه یوحنا، جنگ در بهشت بین افرادی به سرکردگی اژدها (شیطان و ابلیس) و فرشتگان به‌رهبری میکائیل فرشته مقرب است که در آن نیروهای شیطان شکست خورده و به زمین تبعید می‌شوند. در مکاشفه «جنگ در بهشت» به موضوع فرشتگان مغضوب مربوط می‌شود و مشابه آن ممکن است در کتاب مقدس عبری و طومارهای دریای مرده ارائه شده باشد. 

## نگارخانه

جنگ در بهشت
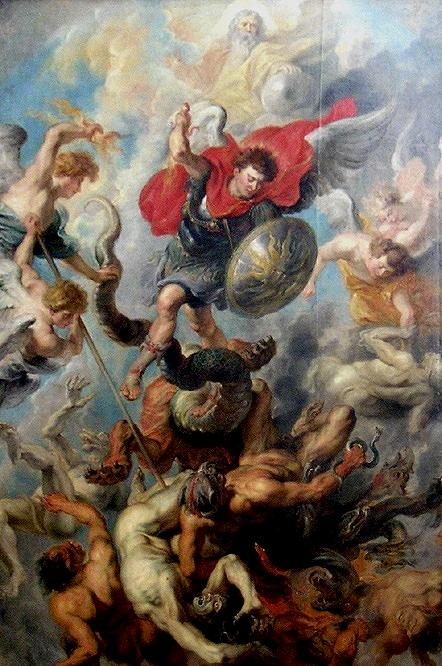
جنگ در بهشت اثر پیتر پل روبنس، ۱۶۱۹ (میلادی)
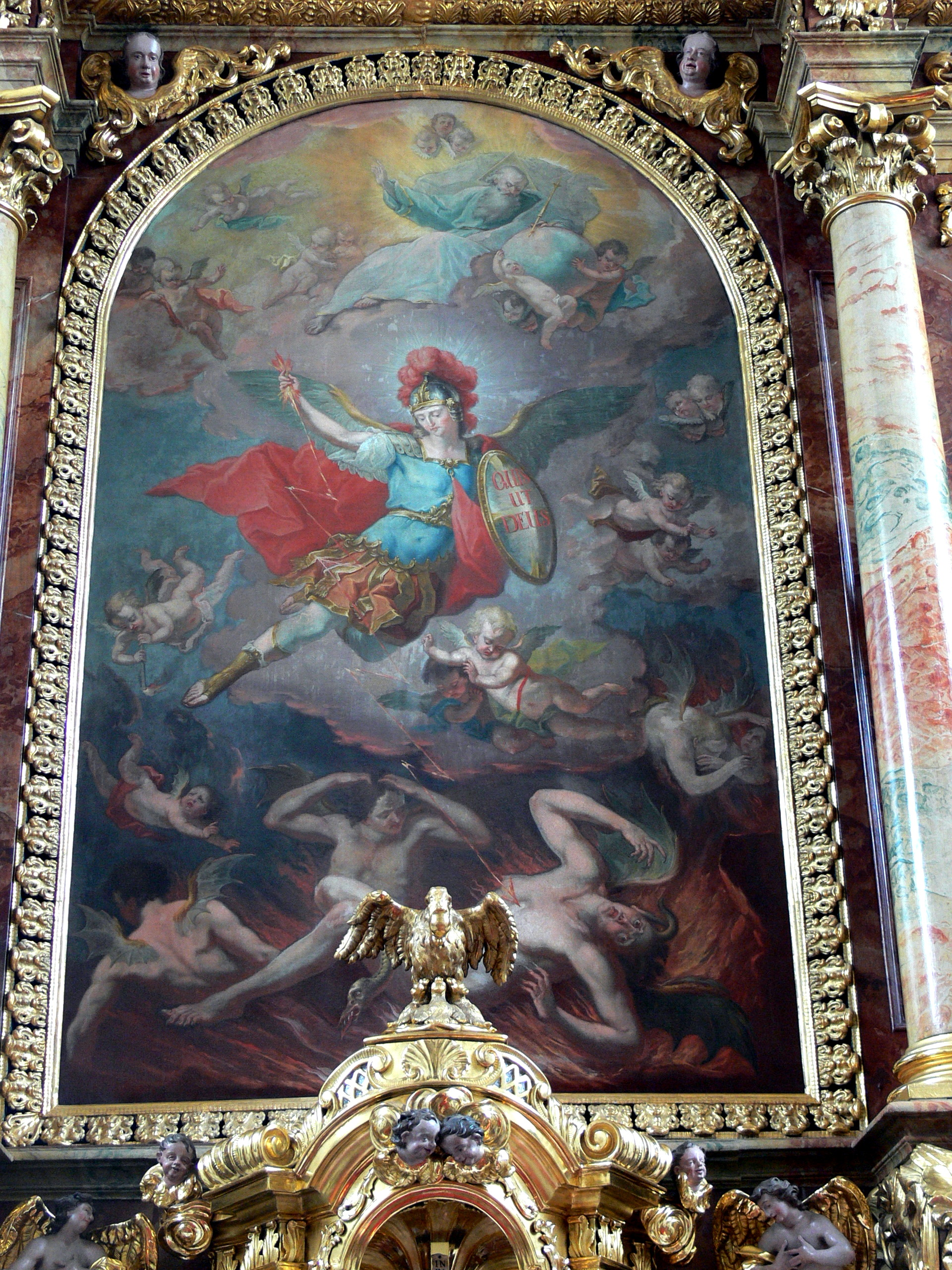
میکائیل در حال مبارزه با فرشتگان شورشی، اثر جوهان گئورگ هونروه ۱۷۹۳ (میلادی)
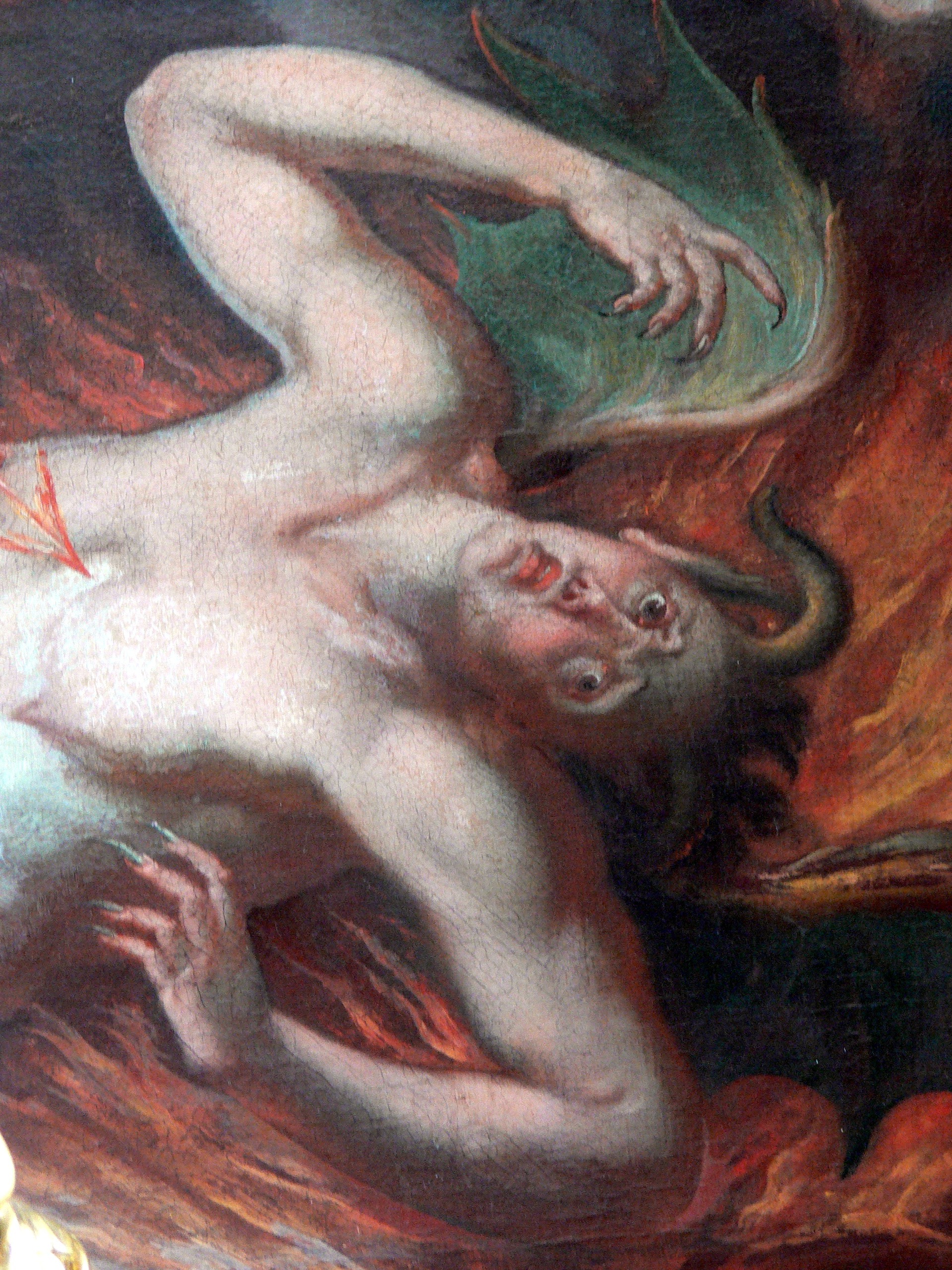
سنت میکائیل و سقوط فرشتگان، اثر جوهان گئورگ هونروه ۱۷۹۳ (میلادی)
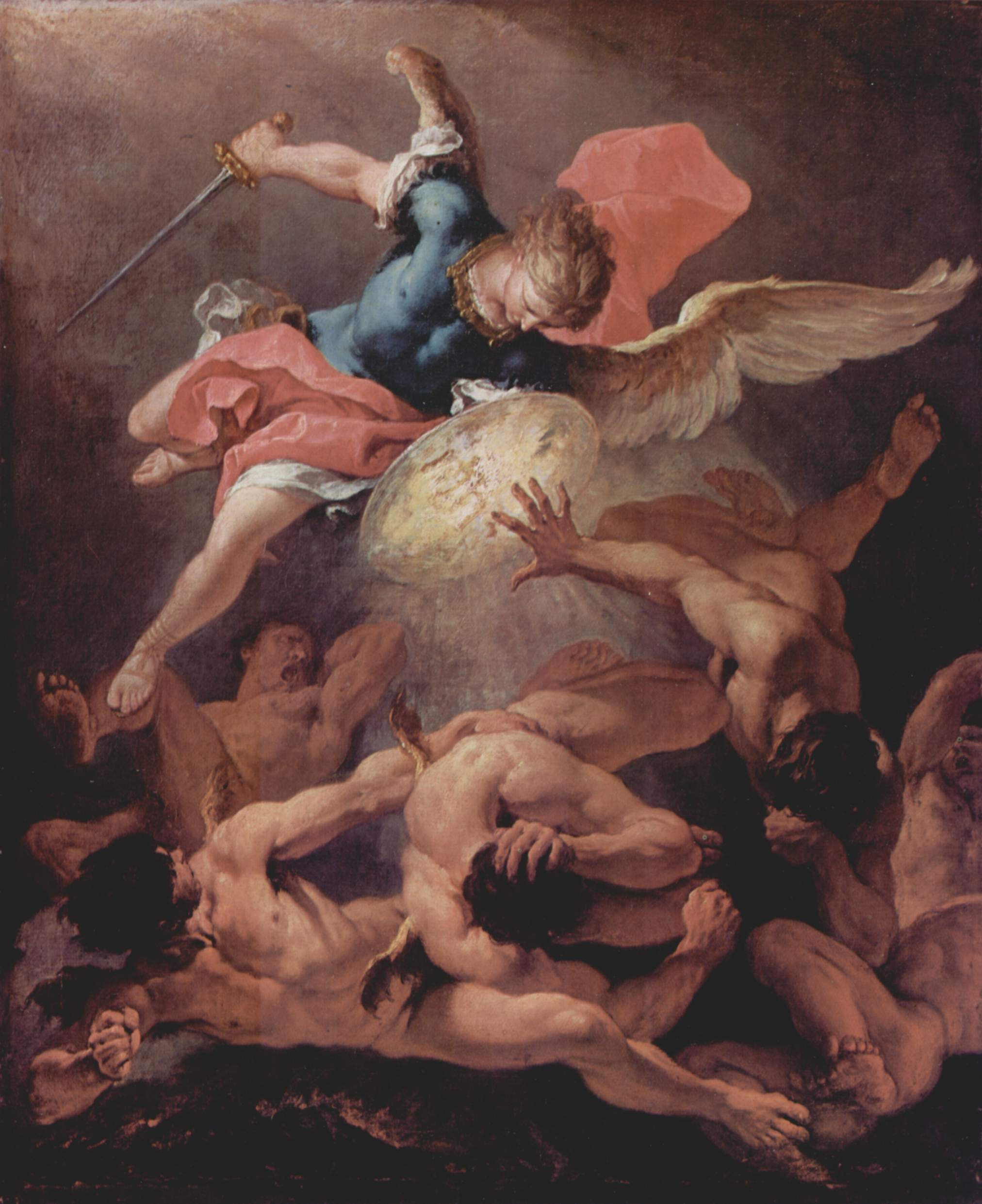
میکائیل در حال مبارزه با فرشتگان شورشی، اثر سباستیانو ریچی ۱۷۲۰ (میلادی)
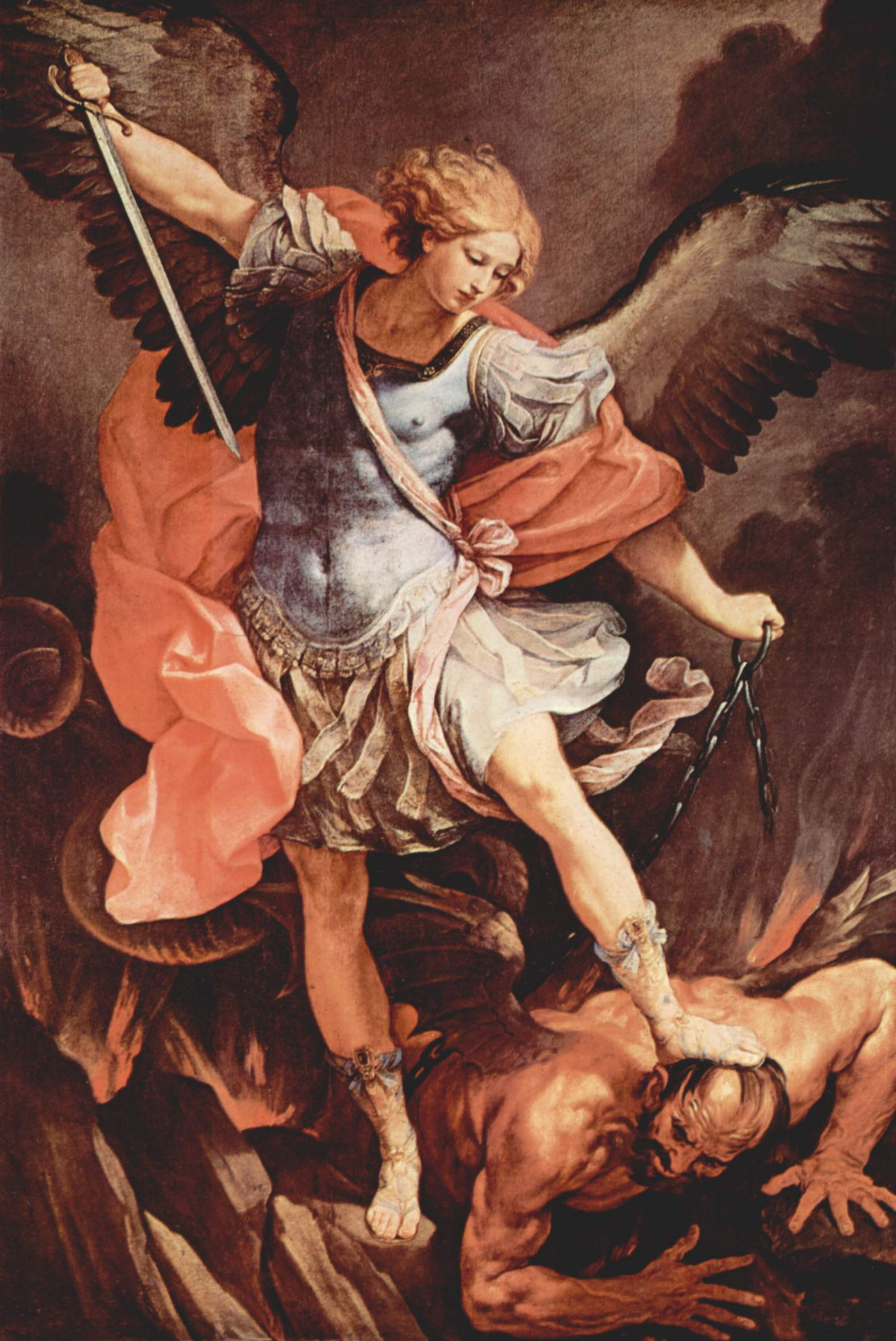
میکائیل و شیطان، اثر گوییدی رنی ۱۶۳۶ (میلادی)
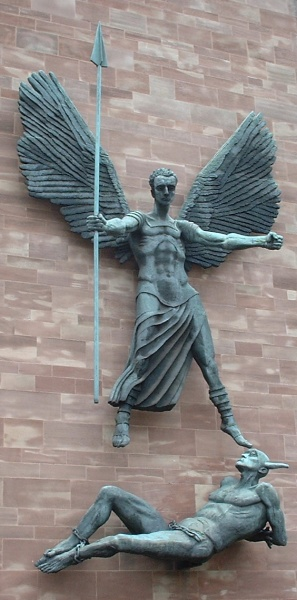
پیروزی میکائیل بر شیطان، اثر جاکوب اپستاین
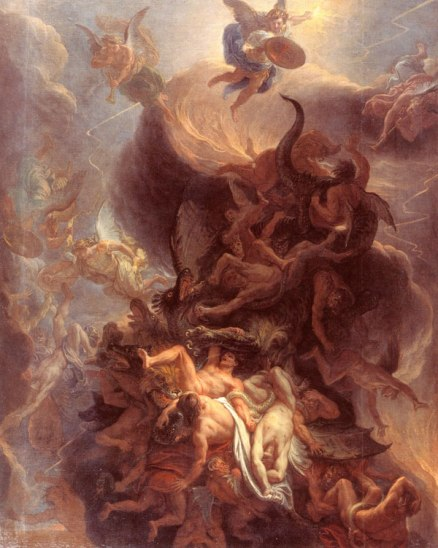
سقوط فرشتگان شورشی، اثر شارل لبرون، بعد از سال ۱۶۸۰ (میلادی)
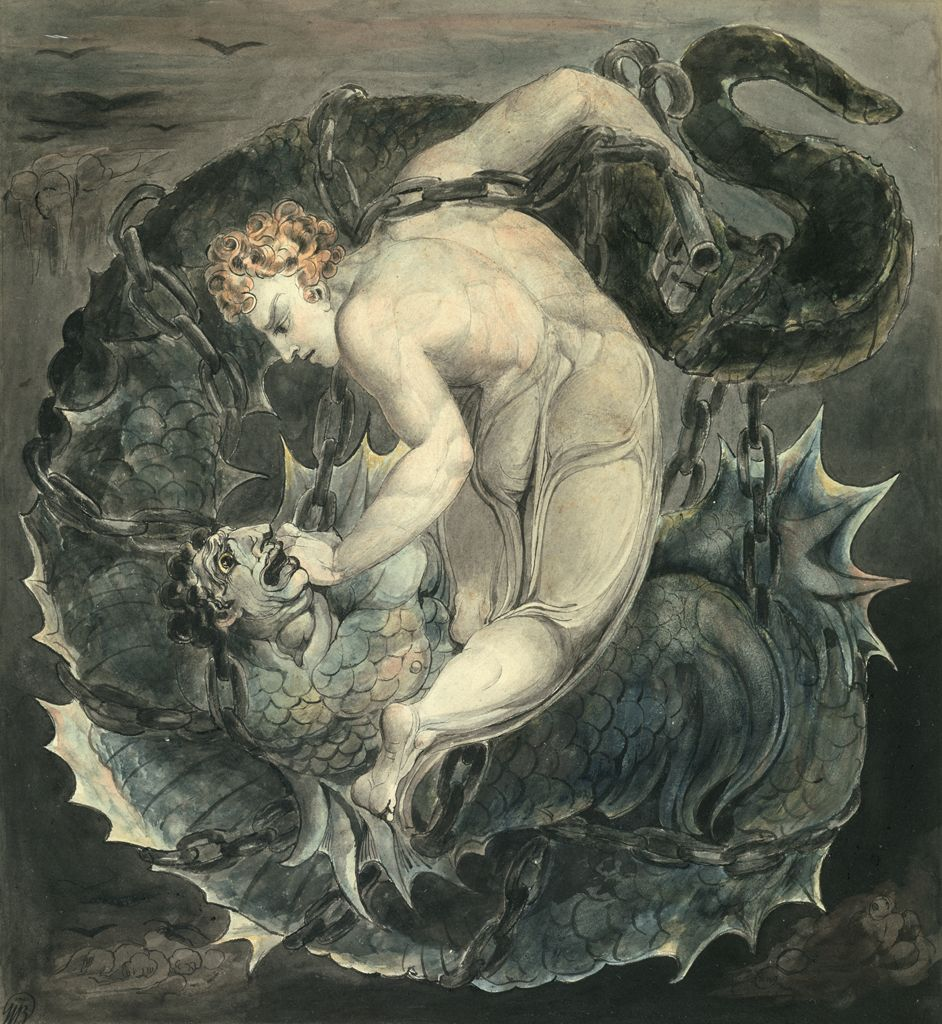
میکائیل در حال بندی کردن شیطان، اثر ویلیام بلیک (1805 میلادی)